# Arisaema victoriae
Arisaema victoriae är en kallaväxtart som beskrevs av Van Dzu Nguyen. Arisaema victoriae ingår i släktet Arisaema och familjen kallaväxter. Inga underarter finns listade.